# Un giorno alle corse
Un giorno alle corse (A Day at the Races) è un film del 1937 diretto da Sam Wood.
È il secondo film interpretato dai fratelli Marx per conto della MGM. Il canovaccio risulta un po' ridotto a causa delle innumerevoli e trascinanti gag basate sull'umorismo yiddish.
Nel 2000 l'AFI lo ha inserito al cinquantanovesimo posto nella classifica delle migliori cento commedie americane di tutti i tempi.

## Trama
Judy si trova in difficoltà economiche con la sua clinica, in cui lavora Tony, ma la miliardaria ipocondriaca Emily Upjohn decide di darle sostegno finanziario a patto che a dirigere la clinica venga chiamato il Dr. Hugo Z. Hackenbush, che in realtà è un veterinario. Malgrado i trucchi e gli espedienti che il direttore sanitario, in complicità con lo sceriffo, mette in atto per impadronirsi della clinica, Judy riuscirà a non cedere, vincendo una corsa ippica col cavallo Cilindro (Hi hat in lingua originale), montato da Stuffy.

## Curiosità
- A Day at the Races è anche il titolo di un album dei Queen, che presero spunto proprio da questo film.